# Aeroporto di Užhorod

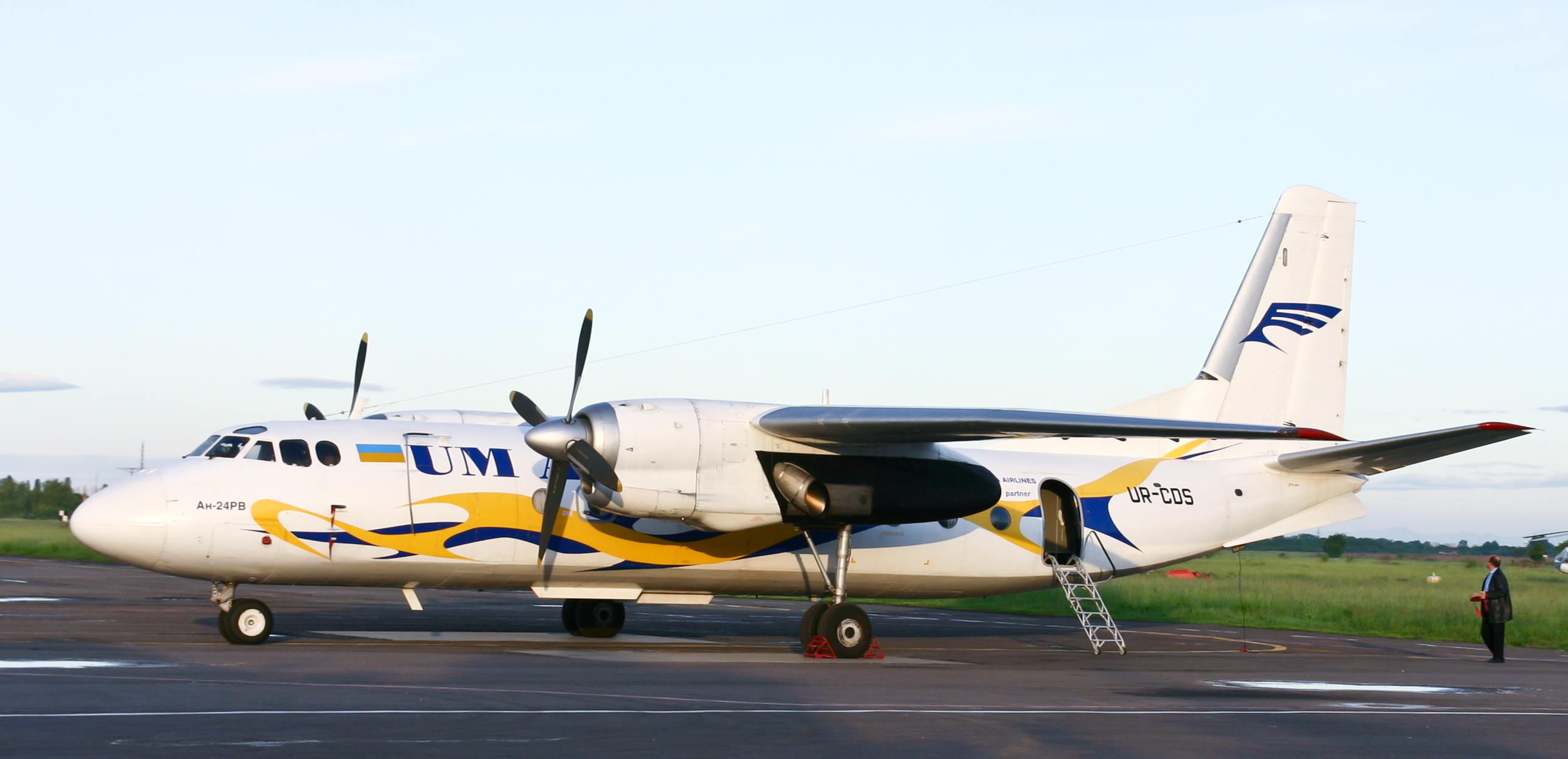
Un Antonov An-24 presso l'aeroporto.

L'aeroporto internazionale di Užhorod (in ucraino: Міжнародний аеропорт «Ужгород») è un aeroporto situato presso la città di Užhorod, in Ucraina e precisamente nell'oblast' di Transcarpazia. È uno dei maggiori aeroporti dell'Ucraina, a servizio della città e di tutta l'oblast'. Si trova a ovest della città, presso il centro abitato di Červenycja lungo la strada Sobranecka. È dotato di un unico terminale.
La pista di decollo e di atterraggio incomincia a soli 90 metri dal confine di stato fra Ucraina e Slovacchia, cosicché tutti i voli in arrivo e in partenza debbono attraversare lo spazio aereo slovacco.